# Grabfledermäuse
Grabfledermäuse oder Grabflatterer (Taphozous) sind eine Gattung von Fledermäusen innerhalb der Familie Glattnasen-Freischwänze. Der deutsche Trivialname bezieht sich auf die Wahl der Ruheplätze, die oft in Grabmalen liegen. Die Grabfledermäuse bilden mit der Gattung der Taschenfledermäuse (Saccolaimus) die Unterfamilie Taphozoinae.

## Merkmale
Die Arten erreichen eine Kopf-Rumpf-Länge von 62 bis 100 mm und eine Schwanzlänge von 12 bis 35 mm. Das Gewicht liegt bei 50 bis 75 g. Das Fell dieser Fledermäuse ist am Rücken grau oder braun, oft kommen rote Schattierungen und weiße Punkte vor. Am Bauch ist das Fell heller bis kremfarben. Bei Taphozous longimanus sind die Männchen zimtbraun, während die Weibchen ein dunkelgraues Fell haben. Die für die Familie typischen sackartigen Drüsen, kommen bei allen Arten vor. Zusätzlich haben viele Arten (vor allem Männchen) eine Drüse am Kehlkopf.

## Verbreitung und Habitat
Grabfledermäuse kommen von Afrika, über Arabien, Indien und Südostasien bis nach Australien vor. Sie sind in vielen Habitaten, wie Wälder oder offene Landschaften zu finden. Als Ruheplätze werden vorzugsweise Grabmale genutzt. Grabfledrmäuse verstecken sich auch in Höhlen, Gebäuden, Felsspalten und gelegentlich in Baumhöhlen.

## Lebensweise
Wie die meisten Fledermäuse sind Grabfledermäuse nachtaktiv. Sie steigen bei Dämmerung in 60 bis 90 Meter Höhe über dem Grund auf und jagen fliegende Insekten. Später in der Nacht fliegen sie niedriger. Die Arten kommunizieren mit schrillen Rufen und stoßen Klicklaute aus. Die Kolonien an den Ruheplätzen haben, abhängig von der Art, etwa 20 bis 4000 Mitglieder. Vermutlich halten sie Winterruhe, da einige Exemplare zeitweilig Fettpolster anlegen.
Das Fortpflanzungsverhalten variiert zwischen den Arten. Bei einigen Arten erfolgt die Fortpflanzung ganzjährig und bei anderen gibt es feste Paarungszeiten. Nach etwa vier Monaten Trächtigkeit wird meist ein Jungtier geboren. Dieses ist bei größeren Arten wie Taphozous melanopogon etwa 20 g schwer, wogegen Jungtiere kleinerer Arten wie Taphozous georgianus nur etwa 8 g wiegen. Jungtiere sind nach ein bis zwei Monaten selbstständig. Sie werden nach 8 bis 9 Monaten geschlechtsreif, wobei die erste Paarung erst mehrere Monate später erfolgt.

## Status
Allgemein kommen Grabfledermäuse häufig vor. Die Weltnaturschutzunion (IUCN) listet Taphozous hildegardeae als gefährdet (Vulnerable), Taphozous australis in der Vorwarnliste (Near Threatened) und zwei Arten mit keine ausreichende Daten (Data Deficient).

## Untergattungen und Arten
Mammal Species of the World unterteilt die 14 Taphozous-Arten in zwei Untergattungen.
- Untergattung Liponycteris Thomas, 1922
  - Taphozous hamiltoni Thomas, 1920 – östliches Afrika
  - Taphozous nudiventris Cretzschmar, 1826 – Afrika, Arabische Halbinsel, Indien
- Untergattung Taphozous E. Geoffroy, 1818
  - Braunbart-Grabfledermaus (Taphozous achates Thomas, 1915) – Indonesien, Timor und kleinere Inseln
  - Taphozous australis Gould, 1854 – Nordostaustralien
  - Taphozous georgianus Thomas, 1915 – Nord- und Westaustralien
  - Taphozous hildegardeae Thomas, 1909 – Kenia und Tansania
  - Taphozous hilli Kitchener, 1980 – Zentralaustralien
  - Arnhemland-Grabfledermaus (Taphozous kapalgensis, McKean & Friend, 1979) – Nordaustralien
  - Taphozous longimanus Hardwicke, 1825 – Indien und Südostasien
  - Mauritius-Grabfledermaus (Taphozous mauritianus E. Geoffroy, 1818) – Afrika und afrikanische Inseln
  - Schwarzbart-Grabfledermaus (Taphozous melanopogon Temminck, 1841) – Indien und Südostasien
    - Philippinische Grabfledermaus (Taphozous melanopogon philippinensis Waterhouse, 1845) – die Philippinen

  - Ägyptische Grabfledermaus (Taphozous perforatus E. Geoffroy, 1818) – Afrika, Arabische Halbinsel, Indien
  - Taphozous theobaldi Dobson, 1872 – Indien und Südostasien
  - Taphozous troughtoni Tate, 1952 – Nordostaustralien